# Socodor
Socodor (en hongrois : Székudvar) est une commune du județ d'Arad, Roumanie qui compte 2 367 habitants.
La commune est composée du village du même nom : Socodor.

## Culture
D'après le recensement de 2011, la commune compte 2 367 habitants, en augmentation par rapport au recensement de 2002 où elle en comptait 2 285.